# Estret de Tiquina
L'estret de Tiquina està situat al llac Titicaca al costat bolivià, al departament de La Paz. És una separació (o unió), de les dues masses d'aigua que configuren el llac Titicaca, la part més gran (Chucuito) al nord i la més petita (Huiñaymarca) al sud. Té una amplada d'uns 780 metres i es pot travessar fàcilment amb vaixell de motor.
Un servei de barques de passatgers el travessa permanentment. Aquesta ruta forma part de la carretera que uneix la ciutat de La Paz i la ciutat costanera de Copacabana.